# جان براونینگ (بازیکن فوتبال)
جان براونینگ (انگلیسی: John Browning; ۲۷ ژانویهٔ ۱۹۱۵ – ۱۴ اوت ۱۹۷۱) بازیکن فوتبال اهل بریتانیا بود.
از باشگاه‌هایی که در آن بازی کرده‌است می‌توان به باشگاه فوتبال لیورپول، باشگاه فوتبال دومبارتون، و باشگاه فوتبال گیلینگام اشاره کرد.